# Tour de Flandes 2020
El Tour de Flandes 2020 fou l'edició número 104 del Tour de Flandes. Es disputà el 18 d'octubre de 2020 sobre un recorregut de 241 km entre Anvers i Oudenaarde i formava part de l'UCI World Tour 2020.
La cursa fou guanyada pel neerlandès Mathieu van der Poel (Alpecin-Fenix), que s'imposà a l'esprint al seu company d'escapada, Wout van Aert (Team Jumbo-Visma), en l'arribada a Oudenaarde. Alexander Kristoff (UAE Team Emirates) completà el podi en imposar-se en l'esprint dins el grup perseguidor.

### Equips
En ser el Tour de Flandes una prova de l'UCI World Tour, els 19 World Tour són automàticament convidats i obligats a prendre-hi part. A banda foren convidats a prendre-hi part sis UCI ProTeams.
| WorldTeams (19)- AG2R La Mondiale - Astana - Bahrain McLaren - Bora-Hansgrohe - CCC Team - Cofidis - Deceuninck-Quick Step - EF Pro Cycling - Groupama-FDJ - Israel Start-Up Nation - Lotto Soudal - Mitchelton-Scott - Movistar Team - NTT Pro Cycling - Ineos Grenadiers - Jumbo-Visma - Team Sunweb - Trek-Segafredo - UAE Team Emirates ProTeams (6)- Alpecin-Fenix - Bingoal-Wallonie Bruxelles - B&B Hotels-Vital Concept p/b KTM - Circus-Wanty Gobert - Total Direct Énergie - Sport Vlaanderen-Baloise |
| |

## Classificació final
| \| Classificació general \| Classificació general \| Classificació general \| Classificació general \| Classificació general \| \| Corredor \| Corredor \| Equip \| Temps \| \| \| --------------------- \| --------------------- \| ---------------------- \| --------------------- \| --------------------- \| \| 1r \| Mathieu van der Poel \| Alpecin-Fenix \| 5h 43' 22" \| \| \| 2n \| Wout van Aert \| Jumbo-Visma \| + 0" \| \| \| 3r \| Alexander Kristoff \| UAE Team Emirates \| + 8" \| \| \| 4t \| Anthony Turgis \| Total Direct Énergie \| + 8" \| \| \| 5è \| Yves Lampaert \| Deceuninck-Quick Step \| + 8" \| \| \| 6è \| Dimitri Claeys \| Cofidis \| + 8" \| \| \| 7è \| Oliver Naesen \| AG2R La Mondiale \| + 8" \| \| \| 8è \| Dylan van Baarle \| Ineos Grenadiers \| + 8" \| \| \| 9è \| John Degenkolb \| Lotto-Soudal \| + 8" \| \| \| 10è \| Tiesj Benoot \| Team Sunweb \| + 8" \| \| \| 11è \| Dylan Teuns \| Bahrain McLaren \| + 8" \| \| \| 12è \| Florian Sénéchal \| Deceuninck-Quick Step \| + 8" \| \| \| 13è \| Kasper Asgreen \| Deceuninck-Quick Step \| + 8" \| \| \| 14è \| Valentin Madouas \| Groupama-FDJ \| + 8" \| \| \| 15è \| Xandro Meurisse \| Circus-Wanty Gobert \| + 8" \| \| \| 16è \| Alberto Bettiol \| EF Pro Cycling \| + 8" \| \| \| 17è \| Sep Vanmarcke \| EF Pro Cycling \| + 16" \| \| \| 18è \| Jasper De Buyst \| Lotto-Soudal \| + 2' 41" \| \| \| 19è \| Nils Politt \| Israel Start-Up Nation \| + 2' 41" \| \| \| 20è \| Sven Erik Bystrøm \| UAE Team Emirates \| + 2' 41" \| \| |                      |                        |            |
| |                      |                        |            |
| Font: ProCyclingStats |                      |                        |            |
| Classificació general |                      |                        |            |
| Corredor | Corredor             | Equip                  | Temps      |
| 1r | Mathieu van der Poel | Alpecin-Fenix          | 5h 43' 22" |
| 2n | Wout van Aert        | Jumbo-Visma            | + 0"       |
| 3r | Alexander Kristoff   | UAE Team Emirates      | + 8"       |
| 4t | Anthony Turgis       | Total Direct Énergie   | + 8"       |
| 5è | Yves Lampaert        | Deceuninck-Quick Step  | + 8"       |
| 6è | Dimitri Claeys       | Cofidis                | + 8"       |
| 7è | Oliver Naesen        | AG2R La Mondiale       | + 8"       |
| 8è | Dylan van Baarle     | Ineos Grenadiers       | + 8"       |
| 9è | John Degenkolb       | Lotto-Soudal           | + 8"       |
| 10è | Tiesj Benoot         | Team Sunweb            | + 8"       |
| 11è | Dylan Teuns          | Bahrain McLaren        | + 8"       |
| 12è | Florian Sénéchal     | Deceuninck-Quick Step  | + 8"       |
| 13è | Kasper Asgreen       | Deceuninck-Quick Step  | + 8"       |
| 14è | Valentin Madouas     | Groupama-FDJ           | + 8"       |
| 15è | Xandro Meurisse      | Circus-Wanty Gobert    | + 8"       |
| 16è | Alberto Bettiol      | EF Pro Cycling         | + 8"       |
| 17è | Sep Vanmarcke        | EF Pro Cycling         | + 16"      |
| 18è | Jasper De Buyst      | Lotto-Soudal           | + 2' 41"   |
| 19è | Nils Politt          | Israel Start-Up Nation | + 2' 41"   |
| 20è | Sven Erik Bystrøm    | UAE Team Emirates      | + 2' 41"   |

## Llista de participants
| EF Pro Cycling EF1 | EF Pro Cycling EF1        | EF Pro Cycling EF1 |
| ------------------ | ------------------------- | ------------------ |
| Núm                | Ciclista                  | Pos                |
| 1                  | Alberto Bettiol (ITA)     | 16è                |
| 2                  | Sep Vanmarcke (BEL)       | 17è                |
| 3                  | Stefan Bissegger (SUI)    | DNF                |
| 4                  | Jens Keukeleire (BEL)     | 27è                |
| 5                  | Sebastian Langeveld (NED) | 60è                |
| 6                  | Jonas Rutsch (GER)        | 91è                |
| 7                  | Thomas Scully (NZL)       | DNF                |

| Deceuninck-Quick Step DQT | Deceuninck-Quick Step DQT       | Deceuninck-Quick Step DQT |
| ------------------------- | ------------------------------- | ------------------------- |
| Núm                       | Ciclista                        | Pos                       |
| 11                        | Julian Alaphilippe (FRA) (ruta) | DNF                       |
| 12                        | Kasper Asgreen (DEN) (ruta)     | 13è                       |
| 13                        | Tim Declercq (BEL)              | 38è                       |
| 14                        | Dries Devenyns (BEL)            | 57è                       |
| 15                        | Yves Lampaert (BEL)             | 5è                        |
| 16                        | Florian Sénéchal (FRA)          | 12è                       |
| 17                        | Zdeněk Štybar (CZE)             | 73è                       |

| Lotto-Soudal LTS | Lotto-Soudal LTS         | Lotto-Soudal LTS |
| ---------------- | ------------------------ | ---------------- |
| Núm              | Ciclista                 | Pos              |
| 21               | Tim Wellens (BEL)        | DNF              |
| 22               | Jasper De Buyst (BEL)    | 18è              |
| 23               | John Degenkolb (GER)     | 9è               |
| 24               | Roger Kluge (GER)        | 36è              |
| 25               | Stan Dewulf (BEL)        | DNF              |
| 26               | Frederik Frison (BEL)    | 41è              |
| 27               | Florian Vermeersch (BEL) | DNF              |

| AG2R La Mondiale ALM | AG2R La Mondiale ALM    | AG2R La Mondiale ALM |
| -------------------- | ----------------------- | -------------------- |
| Núm                  | Ciclista                | Pos                  |
| 31                   | Oliver Naesen (BEL)     | 7è                   |
| 32                   | Silvan Dillier (SUI)    | DNF                  |
| 33                   | Julien Duval (FRA)      | DNF                  |
| 34                   | Alexis Gougeard (FRA)   | DNF                  |
| 35                   | Lawrence Naesen (BEL)   | 35è                  |
| 36                   | Stijn Vandenbergh (BEL) | 46è                  |
| 37                   | Romain Bardet (FRA)     | 25è                  |

| Jumbo-Visma TJV | Jumbo-Visma TJV             | Jumbo-Visma TJV |
| --------------- | --------------------------- | --------------- |
| Núm             | Ciclista                    | Pos             |
| 41              | Wout van Aert (BEL)         | 2n              |
| 42              | Pascal Eenkhoorn (NED)      | 104è            |
| 43              | Amund Grøndahl Jansen (NOR) | DNF             |
| 44              | Taco van der Hoorn (NED)    | DNF             |
| 45              | Timo Roosen (NED)           | 106è            |
| 46              | Bert-Jan Lindeman (NED)     | DNF             |
| 47              | Maarten Wynants (BEL)       | DNF             |

| Alpecin-Fenix AFC | Alpecin-Fenix AFC                 | Alpecin-Fenix AFC |
| ----------------- | --------------------------------- | ----------------- |
| Núm               | Ciclista                          | Pos               |
| 51                | Mathieu van der Poel (NED) (ruta) | 1r                |
| 52                | Dries De Bondt (BEL) (ruta)       | DNF               |
| 53                | Jonas Rickaert (BEL)              | 53è               |
| 54                | Alexander Krieger (GER)           | DNF               |
| 55                | Petr Vakoč (CZE)                  | 70è               |
| 56                | Otto Vergaerde (BEL)              | 34è               |
| 57                | Gianni Vermeersch (BEL)           | DNF               |

| Bora-Hansgrohe BOH | Bora-Hansgrohe BOH          | Bora-Hansgrohe BOH |
| ------------------ | --------------------------- | ------------------ |
| Núm                | Ciclista                    | Pos                |
| 61                 | Marcus Burghardt (GER)      | 43è                |
| 62                 | Jean-Pierre Drucker (LUX)   | 37è                |
| 63                 | Oscar Gatto (ITA)           | DNF                |
| 64                 | Gregor Mühlberger (AUT)     | 100è               |
| 65                 | Daniel Oss (ITA)            | 61è                |
| 66                 | Lukas Pöstlberger (AUT)     | 97è                |
| 67                 | Maximilian Schachmann (GER) | 98è                |

| CCC Team CCC | CCC Team CCC                         | CCC Team CCC |
| ------------ | ------------------------------------ | ------------ |
| Núm          | Ciclista                             | Pos          |
| 71           | Matteo Trentin (ITA)                 | 62è          |
| 72           | Jonas Koch (GER)                     | 109è         |
| 73           | Michael Schär (SUI)                  | 84è          |
| 74           | Gijs Van Hoecke (BEL)                | 42è          |
| 75           | Nathan Van Hooydonck (BEL)           | 49è          |
| 76           | Guillaume Van Keirsbulck (BEL)       | 79è          |
| 77           | Francisco José Ventoso Alberdi (ESP) | DNF          |

| Trek-Segafredo TFS | Trek-Segafredo TFS   | Trek-Segafredo TFS |
| ------------------ | -------------------- | ------------------ |
| Núm                | Ciclista             | Pos                |
| 81                 | Mads Pedersen (DEN)  | 59è                |
| 82                 | Alex Kirsch (LUX)    | 96è                |
| 83                 | Ryan Mullen (IRL)    | DNF                |
| 84                 | Kiel Reijnen (USA)   | DNF                |
| 85                 | Toms Skujiņš (LAT)   | 81è                |
| 86                 | Jasper Stuyven (BEL) | 26è                |
| 87                 | Edward Theuns (BEL)  | 74è                |

| Groupama-FDJ GFC | Groupama-FDJ GFC       | Groupama-FDJ GFC |
| ---------------- | ---------------------- | ---------------- |
| Núm              | Ciclista               | Pos              |
| 91               | Stefan Küng (SUI)      | 102è             |
| 92               | Mickaël Delage (FRA)   | DNF              |
| 93               | Kevin Geniets (LUX)    | 64è              |
| 94               | Fabian Lienhard (SUI)  | 95è              |
| 95               | Rudy Molard (FRA)      | 40è              |
| 96               | Valentin Madouas (FRA) | 14è              |
| 97               | Jake Stewart (GBR)     | DNF              |

| Israel Start-Up Nation ISN | Israel Start-Up Nation ISN | Israel Start-Up Nation ISN |
| -------------------------- | -------------------------- | -------------------------- |
| Núm                        | Ciclista                   | Pos                        |
| 101                        | Nils Politt (GER)          | 19è                        |
| 102                        | Norman Vahtra (EST)        | DNF                        |
| 103                        | Guillaume Boivin (CAN)     | DNF                        |
| 104                        | Itamar Einhorn (ISR)       | DNF                        |
| 105                        | Hugo Hofstetter (FRA)      | DNF                        |
| 106                        | Travis McCabe (USA)        | DNF                        |
| 107                        | Tom Van Asbroeck (BEL)     | 32è                        |

| Bahrain McLaren TBM | Bahrain McLaren TBM   | Bahrain McLaren TBM |
| ------------------- | --------------------- | ------------------- |
| Núm                 | Ciclista              | Pos                 |
| 111                 | Mark Cavendish (GBR)  | DNF                 |
| 112                 | Sonny Colbrelli (ITA) | 47è                 |
| 113                 | Luka Pibernik (SLO)   | DNF                 |
| 114                 | Feng Chun-kai         | DNF                 |
| 115                 | Marco Haller (AUT)    | 55è                 |
| 116                 | Fred Wright (GBR)     | DNF                 |
| 117                 | Dylan Teuns (BEL)     | 11è                 |

| Mitchelton-Scott MTS | Mitchelton-Scott MTS          | Mitchelton-Scott MTS |
| -------------------- | ----------------------------- | -------------------- |
| Núm                  | Ciclista                      | Pos                  |
| 121                  | Jack Bauer (NZL)              | 69è                  |
| 122                  | Luke Durbridge (AUS)          | 48è                  |
| 123                  | Alexander Edmondson (AUS)     | 105è                 |
| 124                  | Christopher Juul-Jensen (DEN) | DNF                  |
| 125                  | Alexander Konychev (ITA)      | 76è                  |
| 126                  | Luka Mezgec (SLO)             | 23è                  |
| 127                  | Kaden Groves (AUS)            | DNF                  |

| Movistar Team MOV | Movistar Team MOV              | Movistar Team MOV |
| ----------------- | ------------------------------ | ----------------- |
| Núm               | Ciclista                       | Pos               |
| 131               | Iñigo Elosegui (ESP)           | DNF               |
| 132               | Juan Diego Alba (COL)          | DNF               |
| 134               | Johan Jacobs (SUI)             | DNF               |
| 135               | Lluís Mas Bonet (ESP)          | DNF               |
| 136               | Sebastián Mora Vedri (ESP)     | 68è               |
| 137               | Eduard Prades i Reverter (ESP) |                   |

| NTT Pro Cycling NTT | NTT Pro Cycling NTT               | NTT Pro Cycling NTT |
| ------------------- | --------------------------------- | ------------------- |
| Núm                 | Ciclista                          | Pos                 |
| 141                 | Edvald Boasson Hagen (NOR)        | 52è                 |
| 142                 | Samuele Battistella (ITA)         | DNF                 |
| 143                 | Max Walscheid (GER)               | 30è                 |
| 144                 | Michael Gogl (AUT)                | 28è                 |
| 145                 | Michael Valgren Andersen (DEN)    | 21è                 |
| 146                 | Reinardt Janse van Rensburg (RSA) | 72è                 |
| 147                 | Rasmus Tiller (NOR)               | 86è                 |

| Ineos Grenadiers IGD | Ineos Grenadiers IGD      | Ineos Grenadiers IGD |
| -------------------- | ------------------------- | -------------------- |
| Núm                  | Ciclista                  | Pos                  |
| 151                  | Michał Kwiatkowski (POL)  | 54è                  |
| 152                  | Leonardo Basso (ITA)      | DNF                  |
| 153                  | Owain Doull (GBR)         | 101è                 |
| 154                  | Christian Knees (GER)     | 103è                 |
| 155                  | Christopher Lawless (GBR) | 99è                  |
| 156                  | Luke Rowe (GBR)           | 50è                  |
| 157                  | Dylan van Baarle (NED)    | 8è                   |

| Team Sunweb SUN | Team Sunweb SUN            | Team Sunweb SUN |
| --------------- | -------------------------- | --------------- |
| Núm             | Ciclista                   | Pos             |
| 161             | Tiesj Benoot (BEL)         | 10è             |
| 162             | Cees Bol (NED)             | DNF             |
| 163             | Nikias Arndt (GER)         | 39è             |
| 164             | Nils Eekhoff (NED)         | 58è             |
| 165             | Søren Kragh Andersen (DEN) | DNF             |
| 166             | Alberto Dainese (ITA)      | DNF             |
| 167             | Joris Nieuwenhuis (NED)    | 33è             |

| Astana AST | Astana AST              | Astana AST |
| ---------- | ----------------------- | ---------- |
| Núm        | Ciclista                | Pos        |
| 171        | Danil Fominikh (KAZ)    | DNF        |
| 172        | Laurens De Vreese (BEL) | 77è        |
| 173        | Ievgueni Guiditx (KAZ)  | 89è        |
| 175        | Hugo Houle (CAN)        | 44è        |
| 176        | Davide Martinelli (ITA) | 87è        |
| 177        | Artiom Zakhàrov (KAZ)   | DNF        |

| UAE Team Emirates UAD | UAE Team Emirates UAD      | UAE Team Emirates UAD |
| --------------------- | -------------------------- | --------------------- |
| Núm                   | Ciclista                   | Pos                   |
| 181                   | Alexander Kristoff (NOR)   | 3r                    |
| 182                   | Tom Bohli (SUI)            | 80è                   |
| 183                   | Sven Erik Bystrøm (NOR)    | 20è                   |
| 184                   | Vegard Stake Laengen (NOR) | DNF                   |
| 185                   | Marco Marcato (ITA)        | 51è                   |
| 187                   | Rui Oliveira (POR)         |                       |

| Cofidis COF | Cofidis COF              | Cofidis COF |
| ----------- | ------------------------ | ----------- |
| Núm         | Ciclista                 | Pos         |
| 191         | Piet Allegaert (BEL)     | 31è         |
| 192         | Dimitri Claeys (BEL)     | 6è          |
| 193         | Damien Touzé (FRA)       | 63è         |
| 194         | Christophe Laporte (FRA) | 82è         |
| 195         | Cyril Lemoine (FRA)      | 56è         |
| 196         | Attilio Viviani (ITA)    | DNF         |
| 197         | Julien Vermote (BEL)     | DNF         |

| Bingoal-Wallonie Bruxelles WVA | Bingoal-Wallonie Bruxelles WVA | Bingoal-Wallonie Bruxelles WVA |
| ------------------------------ | ------------------------------ | ------------------------------ |
| Núm                            | Ciclista                       | Pos                            |
| 201                            | Kenny Molly (BEL)              | NP                             |
| 202                            | Arjen Livyns (BEL)             | 29è                            |
| 203                            | Dimitri Peyskens (BEL)         | DNF                            |
| 204                            | Luc Wirtgen (LUX)              | 88è                            |
| 205                            | Joel Suter (SUI)               | 110è                           |
| 206                            | Lionel Taminiaux (BEL)         | 92è                            |
| 207                            | Tom Wirtgen (LUX)              | 90è                            |

| Circus-Wanty Gobert CWG | Circus-Wanty Gobert CWG    | Circus-Wanty Gobert CWG |
| ----------------------- | -------------------------- | ----------------------- |
| Núm                     | Ciclista                   | Pos                     |
| 211                     | Pieter Vanspeybrouck (BEL) | DNF                     |
| 212                     | Boy van Poppel (NED)       | 107è                    |
| 213                     | Ludwig De Winter (BEL)     | DNF                     |
| 214                     | Maurits Lammertink (NED)   | DNF                     |
| 215                     | Xandro Meurisse (BEL)      | 15è                     |
| 216                     | Danny van Poppel (NED)     | 108è                    |
| 217                     | Andrea Pasqualon (ITA)     | 24è                     |

| Sport Vlaanderen-Baloise SVB | Sport Vlaanderen-Baloise SVB | Sport Vlaanderen-Baloise SVB |
| ---------------------------- | ---------------------------- | ---------------------------- |
| Núm                          | Ciclista                     | Pos                          |
| 221                          | Cedric Beullens (BEL)        | 75è                          |
| 222                          | Amaury Capiot (BEL)          | 22è                          |
| 223                          | Gilles De Wilde (BEL)        | DNF                          |
| 224                          | Thomas Sprengers (BEL)       | 85è                          |
| 225                          | Fabio Van den Bossche (BEL)  | 67è                          |
| 226                          | Thimo Willems (BEL)          | DNF                          |
| 227                          | Milan Menten (BEL)           | 78è                          |

| B&B Hotels-Vital Concept p/b KTM BVC | B&B Hotels-Vital Concept p/b KTM BVC | B&B Hotels-Vital Concept p/b KTM BVC |
| ------------------------------------ | ------------------------------------ | ------------------------------------ |
| Núm                                  | Ciclista                             | Pos                                  |
| 231                                  | Frederik Backaert (BEL)              | DNF                                  |
| 232                                  | Cyril Barthe (FRA)                   | 66è                                  |
| 233                                  | Bryan Coquard (FRA)                  | DNF                                  |
| 234                                  | Bert De Backer (BEL)                 | DNF                                  |
| 235                                  | Jens Debusschere (BEL)               | DNF                                  |
| 236                                  | Jérémy Lecroq (FRA)                  | 71è                                  |
| 237                                  | Luca Mozzato (ITA)                   | DNF                                  |

| Total Direct Énergie TDE | Total Direct Énergie TDE | Total Direct Énergie TDE |
| ------------------------ | ------------------------ | ------------------------ |
| Núm                      | Ciclista                 | Pos                      |
| 241                      | Niki Terpstra (NED)      | 111è                     |
| 242                      | Geoffrey Soupe (FRA)     | 94è                      |
| 243                      | Florian Maitre (FRA)     | 83è                      |
| 244                      | Adrien Petit (FRA)       | DNF                      |
| 245                      | Anthony Turgis (FRA)     | 4t                       |
| 246                      | Dries Van Gestel (BEL)   | 45è                      |
| 247                      | Romain Cardis (FRA)      | DNF                      |

| EF Pro Cycling EF1 | EF Pro Cycling EF1        | EF Pro Cycling EF1 |
| ------------------ | ------------------------- | ------------------ |
| Núm                | Ciclista                  | Pos                |
| 1                  | Alberto Bettiol (ITA)     | 16è                |
| 2                  | Sep Vanmarcke (BEL)       | 17è                |
| 3                  | Stefan Bissegger (SUI)    | DNF                |
| 4                  | Jens Keukeleire (BEL)     | 27è                |
| 5                  | Sebastian Langeveld (NED) | 60è                |
| 6                  | Jonas Rutsch (GER)        | 91è                |
| 7                  | Thomas Scully (NZL)       | DNF                |

| Deceuninck-Quick Step DQT | Deceuninck-Quick Step DQT       | Deceuninck-Quick Step DQT |
| ------------------------- | ------------------------------- | ------------------------- |
| Núm                       | Ciclista                        | Pos                       |
| 11                        | Julian Alaphilippe (FRA) (ruta) | DNF                       |
| 12                        | Kasper Asgreen (DEN) (ruta)     | 13è                       |
| 13                        | Tim Declercq (BEL)              | 38è                       |
| 14                        | Dries Devenyns (BEL)            | 57è                       |
| 15                        | Yves Lampaert (BEL)             | 5è                        |
| 16                        | Florian Sénéchal (FRA)          | 12è                       |
| 17                        | Zdeněk Štybar (CZE)             | 73è                       |

| Lotto-Soudal LTS | Lotto-Soudal LTS         | Lotto-Soudal LTS |
| ---------------- | ------------------------ | ---------------- |
| Núm              | Ciclista                 | Pos              |
| 21               | Tim Wellens (BEL)        | DNF              |
| 22               | Jasper De Buyst (BEL)    | 18è              |
| 23               | John Degenkolb (GER)     | 9è               |
| 24               | Roger Kluge (GER)        | 36è              |
| 25               | Stan Dewulf (BEL)        | DNF              |
| 26               | Frederik Frison (BEL)    | 41è              |
| 27               | Florian Vermeersch (BEL) | DNF              |

| AG2R La Mondiale ALM | AG2R La Mondiale ALM    | AG2R La Mondiale ALM |
| -------------------- | ----------------------- | -------------------- |
| Núm                  | Ciclista                | Pos                  |
| 31                   | Oliver Naesen (BEL)     | 7è                   |
| 32                   | Silvan Dillier (SUI)    | DNF                  |
| 33                   | Julien Duval (FRA)      | DNF                  |
| 34                   | Alexis Gougeard (FRA)   | DNF                  |
| 35                   | Lawrence Naesen (BEL)   | 35è                  |
| 36                   | Stijn Vandenbergh (BEL) | 46è                  |
| 37                   | Romain Bardet (FRA)     | 25è                  |

| Jumbo-Visma TJV | Jumbo-Visma TJV             | Jumbo-Visma TJV |
| --------------- | --------------------------- | --------------- |
| Núm             | Ciclista                    | Pos             |
| 41              | Wout van Aert (BEL)         | 2n              |
| 42              | Pascal Eenkhoorn (NED)      | 104è            |
| 43              | Amund Grøndahl Jansen (NOR) | DNF             |
| 44              | Taco van der Hoorn (NED)    | DNF             |
| 45              | Timo Roosen (NED)           | 106è            |
| 46              | Bert-Jan Lindeman (NED)     | DNF             |
| 47              | Maarten Wynants (BEL)       | DNF             |

| Alpecin-Fenix AFC | Alpecin-Fenix AFC                 | Alpecin-Fenix AFC |
| ----------------- | --------------------------------- | ----------------- |
| Núm               | Ciclista                          | Pos               |
| 51                | Mathieu van der Poel (NED) (ruta) | 1r                |
| 52                | Dries De Bondt (BEL) (ruta)       | DNF               |
| 53                | Jonas Rickaert (BEL)              | 53è               |
| 54                | Alexander Krieger (GER)           | DNF               |
| 55                | Petr Vakoč (CZE)                  | 70è               |
| 56                | Otto Vergaerde (BEL)              | 34è               |
| 57                | Gianni Vermeersch (BEL)           | DNF               |

| Bora-Hansgrohe BOH | Bora-Hansgrohe BOH          | Bora-Hansgrohe BOH |
| ------------------ | --------------------------- | ------------------ |
| Núm                | Ciclista                    | Pos                |
| 61                 | Marcus Burghardt (GER)      | 43è                |
| 62                 | Jean-Pierre Drucker (LUX)   | 37è                |
| 63                 | Oscar Gatto (ITA)           | DNF                |
| 64                 | Gregor Mühlberger (AUT)     | 100è               |
| 65                 | Daniel Oss (ITA)            | 61è                |
| 66                 | Lukas Pöstlberger (AUT)     | 97è                |
| 67                 | Maximilian Schachmann (GER) | 98è                |

| CCC Team CCC | CCC Team CCC                         | CCC Team CCC |
| ------------ | ------------------------------------ | ------------ |
| Núm          | Ciclista                             | Pos          |
| 71           | Matteo Trentin (ITA)                 | 62è          |
| 72           | Jonas Koch (GER)                     | 109è         |
| 73           | Michael Schär (SUI)                  | 84è          |
| 74           | Gijs Van Hoecke (BEL)                | 42è          |
| 75           | Nathan Van Hooydonck (BEL)           | 49è          |
| 76           | Guillaume Van Keirsbulck (BEL)       | 79è          |
| 77           | Francisco José Ventoso Alberdi (ESP) | DNF          |

| Trek-Segafredo TFS | Trek-Segafredo TFS   | Trek-Segafredo TFS |
| ------------------ | -------------------- | ------------------ |
| Núm                | Ciclista             | Pos                |
| 81                 | Mads Pedersen (DEN)  | 59è                |
| 82                 | Alex Kirsch (LUX)    | 96è                |
| 83                 | Ryan Mullen (IRL)    | DNF                |
| 84                 | Kiel Reijnen (USA)   | DNF                |
| 85                 | Toms Skujiņš (LAT)   | 81è                |
| 86                 | Jasper Stuyven (BEL) | 26è                |
| 87                 | Edward Theuns (BEL)  | 74è                |

| Groupama-FDJ GFC | Groupama-FDJ GFC       | Groupama-FDJ GFC |
| ---------------- | ---------------------- | ---------------- |
| Núm              | Ciclista               | Pos              |
| 91               | Stefan Küng (SUI)      | 102è             |
| 92               | Mickaël Delage (FRA)   | DNF              |
| 93               | Kevin Geniets (LUX)    | 64è              |
| 94               | Fabian Lienhard (SUI)  | 95è              |
| 95               | Rudy Molard (FRA)      | 40è              |
| 96               | Valentin Madouas (FRA) | 14è              |
| 97               | Jake Stewart (GBR)     | DNF              |

| Israel Start-Up Nation ISN | Israel Start-Up Nation ISN | Israel Start-Up Nation ISN |
| -------------------------- | -------------------------- | -------------------------- |
| Núm                        | Ciclista                   | Pos                        |
| 101                        | Nils Politt (GER)          | 19è                        |
| 102                        | Norman Vahtra (EST)        | DNF                        |
| 103                        | Guillaume Boivin (CAN)     | DNF                        |
| 104                        | Itamar Einhorn (ISR)       | DNF                        |
| 105                        | Hugo Hofstetter (FRA)      | DNF                        |
| 106                        | Travis McCabe (USA)        | DNF                        |
| 107                        | Tom Van Asbroeck (BEL)     | 32è                        |

| Bahrain McLaren TBM | Bahrain McLaren TBM   | Bahrain McLaren TBM |
| ------------------- | --------------------- | ------------------- |
| Núm                 | Ciclista              | Pos                 |
| 111                 | Mark Cavendish (GBR)  | DNF                 |
| 112                 | Sonny Colbrelli (ITA) | 47è                 |
| 113                 | Luka Pibernik (SLO)   | DNF                 |
| 114                 | Feng Chun-kai         | DNF                 |
| 115                 | Marco Haller (AUT)    | 55è                 |
| 116                 | Fred Wright (GBR)     | DNF                 |
| 117                 | Dylan Teuns (BEL)     | 11è                 |

| Mitchelton-Scott MTS | Mitchelton-Scott MTS          | Mitchelton-Scott MTS |
| -------------------- | ----------------------------- | -------------------- |
| Núm                  | Ciclista                      | Pos                  |
| 121                  | Jack Bauer (NZL)              | 69è                  |
| 122                  | Luke Durbridge (AUS)          | 48è                  |
| 123                  | Alexander Edmondson (AUS)     | 105è                 |
| 124                  | Christopher Juul-Jensen (DEN) | DNF                  |
| 125                  | Alexander Konychev (ITA)      | 76è                  |
| 126                  | Luka Mezgec (SLO)             | 23è                  |
| 127                  | Kaden Groves (AUS)            | DNF                  |

| Movistar Team MOV | Movistar Team MOV              | Movistar Team MOV |
| ----------------- | ------------------------------ | ----------------- |
| Núm               | Ciclista                       | Pos               |
| 131               | Iñigo Elosegui (ESP)           | DNF               |
| 132               | Juan Diego Alba (COL)          | DNF               |
| 134               | Johan Jacobs (SUI)             | DNF               |
| 135               | Lluís Mas Bonet (ESP)          | DNF               |
| 136               | Sebastián Mora Vedri (ESP)     | 68è               |
| 137               | Eduard Prades i Reverter (ESP) |                   |

| NTT Pro Cycling NTT | NTT Pro Cycling NTT               | NTT Pro Cycling NTT |
| ------------------- | --------------------------------- | ------------------- |
| Núm                 | Ciclista                          | Pos                 |
| 141                 | Edvald Boasson Hagen (NOR)        | 52è                 |
| 142                 | Samuele Battistella (ITA)         | DNF                 |
| 143                 | Max Walscheid (GER)               | 30è                 |
| 144                 | Michael Gogl (AUT)                | 28è                 |
| 145                 | Michael Valgren Andersen (DEN)    | 21è                 |
| 146                 | Reinardt Janse van Rensburg (RSA) | 72è                 |
| 147                 | Rasmus Tiller (NOR)               | 86è                 |

| Ineos Grenadiers IGD | Ineos Grenadiers IGD      | Ineos Grenadiers IGD |
| -------------------- | ------------------------- | -------------------- |
| Núm                  | Ciclista                  | Pos                  |
| 151                  | Michał Kwiatkowski (POL)  | 54è                  |
| 152                  | Leonardo Basso (ITA)      | DNF                  |
| 153                  | Owain Doull (GBR)         | 101è                 |
| 154                  | Christian Knees (GER)     | 103è                 |
| 155                  | Christopher Lawless (GBR) | 99è                  |
| 156                  | Luke Rowe (GBR)           | 50è                  |
| 157                  | Dylan van Baarle (NED)    | 8è                   |

| Team Sunweb SUN | Team Sunweb SUN            | Team Sunweb SUN |
| --------------- | -------------------------- | --------------- |
| Núm             | Ciclista                   | Pos             |
| 161             | Tiesj Benoot (BEL)         | 10è             |
| 162             | Cees Bol (NED)             | DNF             |
| 163             | Nikias Arndt (GER)         | 39è             |
| 164             | Nils Eekhoff (NED)         | 58è             |
| 165             | Søren Kragh Andersen (DEN) | DNF             |
| 166             | Alberto Dainese (ITA)      | DNF             |
| 167             | Joris Nieuwenhuis (NED)    | 33è             |

| Astana AST | Astana AST              | Astana AST |
| ---------- | ----------------------- | ---------- |
| Núm        | Ciclista                | Pos        |
| 171        | Danil Fominikh (KAZ)    | DNF        |
| 172        | Laurens De Vreese (BEL) | 77è        |
| 173        | Ievgueni Guiditx (KAZ)  | 89è        |
| 175        | Hugo Houle (CAN)        | 44è        |
| 176        | Davide Martinelli (ITA) | 87è        |
| 177        | Artiom Zakhàrov (KAZ)   | DNF        |

| UAE Team Emirates UAD | UAE Team Emirates UAD      | UAE Team Emirates UAD |
| --------------------- | -------------------------- | --------------------- |
| Núm                   | Ciclista                   | Pos                   |
| 181                   | Alexander Kristoff (NOR)   | 3r                    |
| 182                   | Tom Bohli (SUI)            | 80è                   |
| 183                   | Sven Erik Bystrøm (NOR)    | 20è                   |
| 184                   | Vegard Stake Laengen (NOR) | DNF                   |
| 185                   | Marco Marcato (ITA)        | 51è                   |
| 187                   | Rui Oliveira (POR)         |                       |

| Cofidis COF | Cofidis COF              | Cofidis COF |
| ----------- | ------------------------ | ----------- |
| Núm         | Ciclista                 | Pos         |
| 191         | Piet Allegaert (BEL)     | 31è         |
| 192         | Dimitri Claeys (BEL)     | 6è          |
| 193         | Damien Touzé (FRA)       | 63è         |
| 194         | Christophe Laporte (FRA) | 82è         |
| 195         | Cyril Lemoine (FRA)      | 56è         |
| 196         | Attilio Viviani (ITA)    | DNF         |
| 197         | Julien Vermote (BEL)     | DNF         |

| Bingoal-Wallonie Bruxelles WVA | Bingoal-Wallonie Bruxelles WVA | Bingoal-Wallonie Bruxelles WVA |
| ------------------------------ | ------------------------------ | ------------------------------ |
| Núm                            | Ciclista                       | Pos                            |
| 201                            | Kenny Molly (BEL)              | NP                             |
| 202                            | Arjen Livyns (BEL)             | 29è                            |
| 203                            | Dimitri Peyskens (BEL)         | DNF                            |
| 204                            | Luc Wirtgen (LUX)              | 88è                            |
| 205                            | Joel Suter (SUI)               | 110è                           |
| 206                            | Lionel Taminiaux (BEL)         | 92è                            |
| 207                            | Tom Wirtgen (LUX)              | 90è                            |

| Circus-Wanty Gobert CWG | Circus-Wanty Gobert CWG    | Circus-Wanty Gobert CWG |
| ----------------------- | -------------------------- | ----------------------- |
| Núm                     | Ciclista                   | Pos                     |
| 211                     | Pieter Vanspeybrouck (BEL) | DNF                     |
| 212                     | Boy van Poppel (NED)       | 107è                    |
| 213                     | Ludwig De Winter (BEL)     | DNF                     |
| 214                     | Maurits Lammertink (NED)   | DNF                     |
| 215                     | Xandro Meurisse (BEL)      | 15è                     |
| 216                     | Danny van Poppel (NED)     | 108è                    |
| 217                     | Andrea Pasqualon (ITA)     | 24è                     |

| Sport Vlaanderen-Baloise SVB | Sport Vlaanderen-Baloise SVB | Sport Vlaanderen-Baloise SVB |
| ---------------------------- | ---------------------------- | ---------------------------- |
| Núm                          | Ciclista                     | Pos                          |
| 221                          | Cedric Beullens (BEL)        | 75è                          |
| 222                          | Amaury Capiot (BEL)          | 22è                          |
| 223                          | Gilles De Wilde (BEL)        | DNF                          |
| 224                          | Thomas Sprengers (BEL)       | 85è                          |
| 225                          | Fabio Van den Bossche (BEL)  | 67è                          |
| 226                          | Thimo Willems (BEL)          | DNF                          |
| 227                          | Milan Menten (BEL)           | 78è                          |

| B&B Hotels-Vital Concept p/b KTM BVC | B&B Hotels-Vital Concept p/b KTM BVC | B&B Hotels-Vital Concept p/b KTM BVC |
| ------------------------------------ | ------------------------------------ | ------------------------------------ |
| Núm                                  | Ciclista                             | Pos                                  |
| 231                                  | Frederik Backaert (BEL)              | DNF                                  |
| 232                                  | Cyril Barthe (FRA)                   | 66è                                  |
| 233                                  | Bryan Coquard (FRA)                  | DNF                                  |
| 234                                  | Bert De Backer (BEL)                 | DNF                                  |
| 235                                  | Jens Debusschere (BEL)               | DNF                                  |
| 236                                  | Jérémy Lecroq (FRA)                  | 71è                                  |
| 237                                  | Luca Mozzato (ITA)                   | DNF                                  |

| Total Direct Énergie TDE | Total Direct Énergie TDE | Total Direct Énergie TDE |
| ------------------------ | ------------------------ | ------------------------ |
| Núm                      | Ciclista                 | Pos                      |
| 241                      | Niki Terpstra (NED)      | 111è                     |
| 242                      | Geoffrey Soupe (FRA)     | 94è                      |
| 243                      | Florian Maitre (FRA)     | 83è                      |
| 244                      | Adrien Petit (FRA)       | DNF                      |
| 245                      | Anthony Turgis (FRA)     | 4t                       |
| 246                      | Dries Van Gestel (BEL)   | 45è                      |
| 247                      | Romain Cardis (FRA)      | DNF                      |